# توشیکی ساکای
توشیکی ساکای (انگلیسی: Toshiki Sakai؛ زادهٔ ۱۸ سپتامبر ۱۹۹۳) بازیکن فوتبال اهل ژاپن است.